# 隠し味
隠し味（かくしあじ）とは、調理の際に主要な食材以外の材料（目立たない程度であり、たいていは微量）を加え調味する技法、またはその材料を指す用語。それ自体が料理に必要なものではないが、加えることでその他の食材の風味を引き立てたり、料理のアクセントとして用いられることが多い。隠し味は味の決め手になることが多く、料理店などでは秘伝とする場合が大半であるが、最近では店主が雑誌やテレビなどで公表することもある。

## 隠し味の例
香りや風味を足す
- 料理酒やみりんを加える
- うま味調味料を加える
- サラダにバルサミコ酢を加える
- サラダ油などの食用油を加える
- からしなどの香辛料を加える

甘味や辛味、酸味を引き立たせる
- スイカや汁粉、甘酒などの甘い食べ物に塩を加える
- カレーライスにインスタントコーヒー、あるいはチョコレート、蜂蜜、更にチャツネの代用としてジャム（特にイチゴジャムやリンゴジャム）、あるいは福神漬の搾り汁（=調味液）などを加える